# Sphingius spinosus
Espèce
Sphingius spinosus est une espèce d'araignées aranéomorphes de la famille des Liocranidae.

## Distribution
Cette espèce se rencontre en Thaïlande dans les provinces de Nakhon Si Thammarat et de Yala, en Malaisie au Pahang et au Terengganu et en Indonésie à Sumatra,.

## Description
Le mâle holotype mesure 3,64 mm et la femelle paratype 3,78 mm.

## Publication originale
- Dankittipakul, Tavano & Singtripop, 2011 : Neotype designation for Sphingius thecatus Thorell, 1890, synonymies, new records and descriptions of six new species from southeast Asia (Araneae, Liocranidae). Zootaxa, no 3066, p. 1-20.